# Yoon Do-young
Yoon Do-young (윤도영?; Yongin, 28 ottobre 2006) è un calciatore sudcoreano, attaccante del Brighton.

## Caratteristiche tecniche
Yoon è stato utilizzato come ala destra o centrocampista offensivo. È un giocatore mancino e il suo dribbling e il suo tocco sono stati paragonati a quelli di Lee Kang-in in Corea del Sud. Prima del campionato mondiale under-17 del 2023, la FIFA lo ha selezionato come uno dei cinque talenti asiatici, descrivendolo come "un abile dribblatore che vanta la capacità di contribuire a gol vitali con il suo piede sinistro colto in modo simile ad Arjen Robben".

## Carriera

### Club
Ha esordito nella K League 1 con il Daejeon Hana Citizen nel 2024.
Il 21 marzo 2025 il Brighton ha annunciato di aver acquistato Yoon dal 1º luglio 2025 firmando un contratto di 5 anni.

### Nazionale
A giugno 2023 partecipa con la Corea del Sud under-17 al campionato asiatico Under-17 in Thailandia. Gioca tutte le partite della sua nazionale segnando quattro reti, una contro il Qatar under-17. due contro contro l'Afghanistan under-17 e una ai quarti contro la Thailandia under-17 La Corea del Sud perde la finale contro il Giappone.
Tra novembre e dicembre dello stesso anno partecipa al campionato mondiale under-17 in Indonesia. Gioca le 3 partite del girone.
Nel 2024 esordisce con la Corea del Sud under-20, con cui nel 2025 partecipa alla Coppa d'Asia. Gioca 5 partite segnando una rete nella vittoria contro la Thailandia under-20.

## Statistiche

### Presenze e reti nei club
Statistiche aggiornate 18 maggio 2025.
| Stagione        | Squadra              | Campionato      | Campionato | Campionato | Coppe nazionali | Coppe nazionali | Coppe nazionali | Coppe continentali | Coppe continentali | Coppe continentali | Altre coppe | Altre coppe | Altre coppe | Totale | Totale |
| Stagione        | Squadra              | Comp            | Pres       | Reti       | Comp            | Pres            | Reti            | Comp               | Pres               | Reti               | Comp        | Pres        | Reti        | Pres   | Reti   |
| --------------- | -------------------- | --------------- | ---------- | ---------- | --------------- | --------------- | --------------- | ------------------ | ------------------ | ------------------ | ----------- | ----------- | ----------- | ------ | ------ |
| 2024            | Daejeon Hana Citizen | KL1             | 19         | 1          | CC              | 1               | 0               |                    | -                  | -                  |             | -           | -           | 20     | 1      |
| 2025            | Daejeon Hana Citizen | KL1             | 11         | 1          | CC              | 1               | 0               |                    | -                  | -                  |             | -           | -           | 12     | 1      |
| Totale carriera | Totale carriera      | Totale carriera | 30         | 2          |                 | 2               | 0               |                    | -                  | -                  |             | -           | -           | 32     | 2      |